# Goulotte

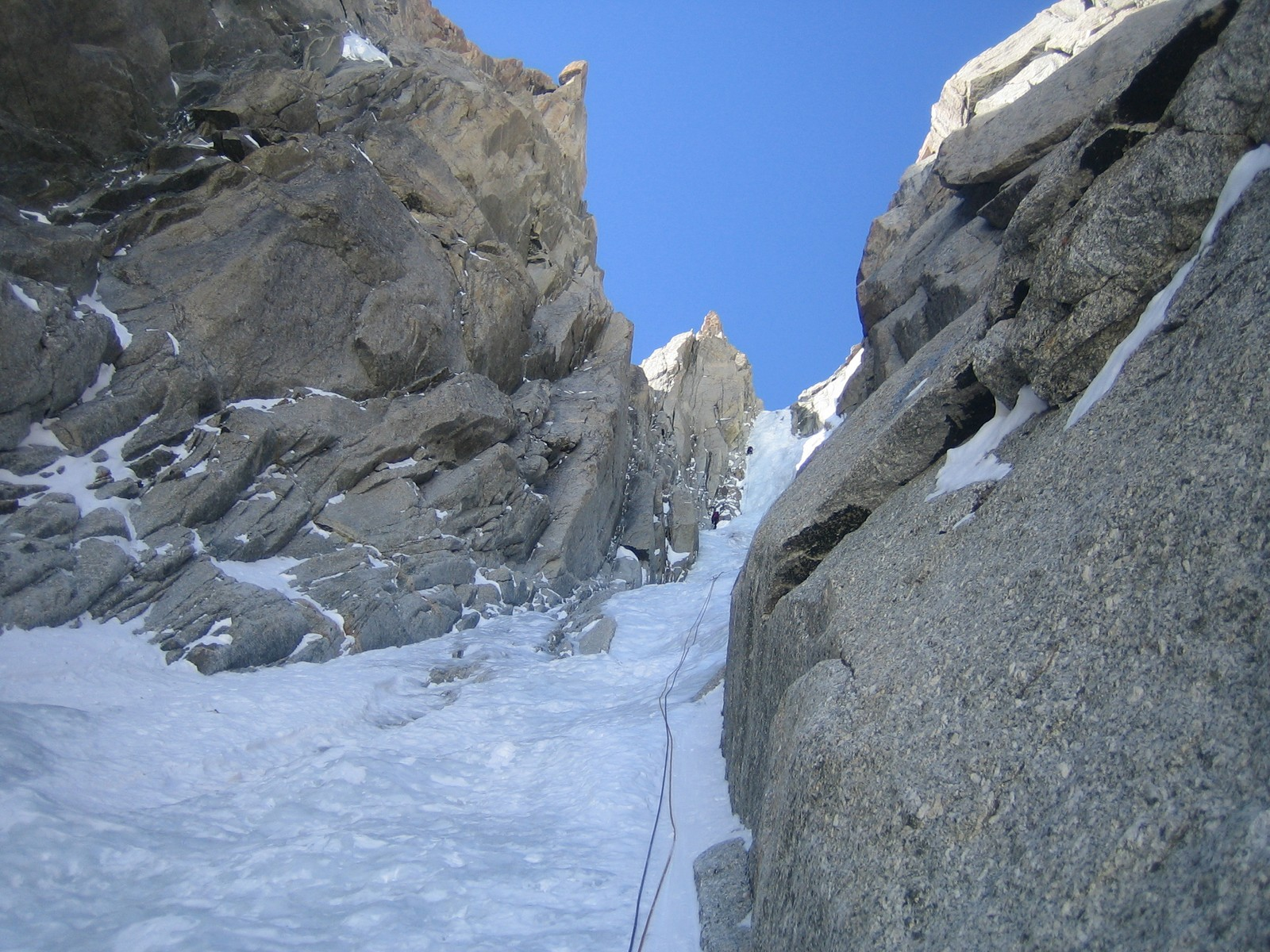
La più famosa goulotte del Monte Bianco, il Supercouloir

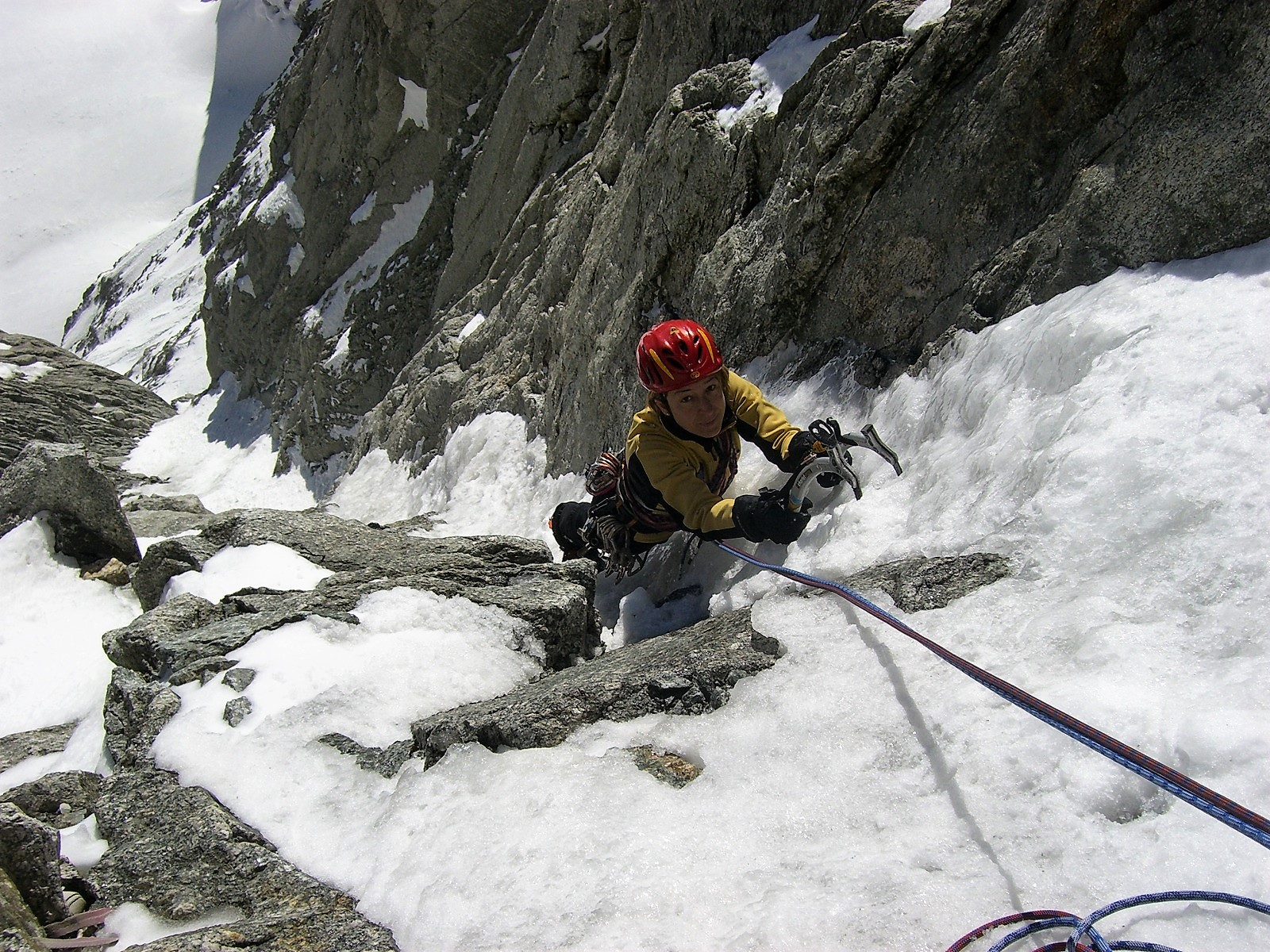
Goulotte

Nell'alpinismo, una goulotte (in francese, 'scivolo', 'canalino') è una formazione nevosa o di ghiaccio che si forma in solchi stretti, incassati e ripidi, come i diedri o camini rocciosi. Questa formazione non è sufficientemente ampia e troppo ripida per essere sciata, per cui si distingue dal couloir. La progressione in goulotte necessita di tecniche in uso nella arrampicata su ghiaccio.
Le goulotte offrono itinerari alpinistici di salita con tecnica di arrampicata su ghiaccio.
Si trovano tipicamente sulle pareti Nord delle Alpi, o comunque in alta quota.
Particolarmente in autunno e primavera, quando le temperature attorno allo zero rendono facile l’adesione della neve umida sulle rocce fredde e secche, la forza del vento e le continue scariche di neve dai pendii sovrastanti intasano e compattano la neve negli anfratti e nelle depressioni fra le costole delle pareti. Un continuo metamorfismo di tipo meccanico, dovuto alla forza del vento e delle scariche dall’alto, e di tipo termico, con l’alternarsi di cicli di gelo-disgelo, notte-giorno, estate-inverno, trasformeranno la neve in ghiaccio. Si tratterà di un ghiaccio poroso, contenente molta aria, di consistenza media, aspetto biancastro e liscio - definito “polistirene” - molto favorevole alla scalata poiché le piccozze e i ramponi penetreranno facilmente. Le protezioni su ghiaccio, invece, non offriranno molte garanzie allo scalatore e sarà preferibile utilizzare ancoraggi posti sulle pareti rocciose laterali.
Una trasformazione ulteriore porterà a un ghiaccio di aspetto grigio/bluastro, compatto, molto resistente e plastico, con un’ottima adesione alla roccia e, a questo punto, offrirà una buona possibilità di protezione su ghiaccio con viti medie e corte.
Talvolta, forti escursioni termiche potrebbero provocare una rapida trasformazione superficiale della neve che, in caso di un ghiaccio sottile, fragile e a lastre renderebbero la progressione insidiosa.